# Adrian Gleń
Adrian Gleń (ur. 12 grudnia 1977) – polski krytyk literacki, teoretyk literatury i poeta.
Doktor habilitowany, pracownik Zakładu Literatury Współczesnej i Teorii Literatury Uniwersytetu Opolskiego. Zajmuje się m.in. koncepcjami Martina Heideggera, teorią i historią krytyki literackiej i polską literaturą współczesną. Publikował m.in. w „Estetyce i Krytyce”, „Pamiętniku Literackim”, „Przeglądzie Filozoficzno-Literackim”, „Ruchu Filozoficznym”, „Ruchu Literackim” i „Tekstach Drugich”.

## Książki
książki krytycznoliterackie i monografie:
- W tej latarni...: późna twórczość Mirona Białoszewskiego w perspektywie hermeneutycznej (UO-IFP, Opole 2004)
- Przez tekst do istnienia: wędrówka po Krymie i Mickiewiczu (Towarzystwo Ogród Ksiąg, Warszawa 2005)
- Bycie, słowo, człowiek: inspiracje heidegerowskie w literaturze (Wydawnictwo Uniwersytetu Opolskiego, Opole 2007)
- Istnienie i literatura: notatnik hermeneuty (Towarzystwo Przyjaciół Sopotu, Biblioteka Toposu, Sopot 2010)
- Do prawdy: studia i szkice o literaturze najnowszej (Wydawnictwo Uniwersytetu Opolskiego, Opole 2012)
- Marzenie, które czyni poetą: autentyczność i empatia w dziele literackim Juliana Kornhausera (Towarzystwo Autorów i Wydawców Prac Naukowych Universitas, Kraków 2013)
- Czułość: studia i eseje o literaturze najnowszej (Towarzystwo Przyjaciół Sopotu, Biblioteka Toposu, Sopot 2014)
- Wierne choć własnym językiem: rzecz o krytyce literackiej Juliana Kornhausera (Wojewódzka Biblioteka Publiczna i Centrum Animacji Kultury, Poznań 2015)
- Języki rzeczywistości. O twórczości Juliana Kornhausera (Instytut Literatury, Kraków 2019)
- (Nie)zupełnie prywatnie. Studia i szkice o literaturze współczesnej (Instytut Literatury, Kraków 2021)[1]

tomiki wierszy:
- Da: teksty wierszowane (Towarzystwo Przyjaciół Sopotu, Biblioteka Toposu, Sopot 2011)
- Re (Towarzystwo Przyjaciół Sopotu, Biblioteka Toposu, Sopot 2014)
- Stasiuk. Istnienie (Wydawnictwo Uniwersytetu Łódzkiego, Łódź 2019)

## Nagrody i nominacje
- Nagroda Ministra Edukacji Narodowej za monografię podoktorską W tej latarni...: późna twórczość Mirona Białoszewskiego w perspektywie hermeneutycznej
- Nagroda w konkurskie K. i M. Górskich za monografię podoktorską W tej latarni...: późna twórczość Mirona Białoszewskiego w perspektywie hermeneutycznej
- III nagroda w VIII Ogólnopolskim Konkursie Literackim „Złoty Środek Poezji” 2012 na najlepszy poetycki debiut roku 2011 za tom Da: teksty wierszowane[2]
- nominacja do Orfeusza – Nagrody Poetyckiej im. K.I. Gałczyńskiego 2015 za tom Re[3]